# Smrtící vzdělání
Smrtící vzdělání (anglicky A Deadly Education) je fantasy román americké spisovatelky Naomi Novikové. Jedná se o první díl autorčiny trilogie Scholomancie. Román je zasazen do smyšleného světa kouzelnické školy, který je zakotven ve světě reálném. Kniha není inspirovaná žádným tradičním příběhem, na rozdíl od autorčiných dřívějších knih, u kterých se neobvyklým způsobem nechala inspirovat klasickými pohádkami.

## Děj
Galadriel, které každý říká zkráceně El, je studentka předposledního ročníku drsné školy Scholomancie, kde je každý den bojem o vlastní život. El všichni považují za zlou a namyšlenou provozovatelku černé magie, ve skutečnosti však v sobě má potenciál na nejmocnější čarodějnici vůbec. El je školní outsider, což z ní činí snadný terč pro všechny maly (příšery), které se ve škole schovávají. Orion Lake je přesný opak El, pochází z vlivné rodiny čarodějů a ve škole se s ním chce každý bavit.
Orion El zachrání před malem, což zapříčiní to, že se spolu sblíží natolik, že spolu tráví téměř veškerý čas. Orionova pozornost je zaměřená pouze na ochranu ostatních studentů Scholomancie tím, že zabíjí co nejvíce malů, tím ale narušuje rovnováhu a potvory jsou víc hladovější a dravější. Díky svému hrdinství přichází na díru v podlaze, kterou malové pronikají z promoční síně přímo do školy, spolu s El otvor opravují, ale skupina lidí z posledního ročníku jejich práci sabotuje kvůli strachu z promoce. Skupina studentů s El a Orionem v čele se vydají do promoční síně plné malů, aby opravili „úklidový mechanismus“ a usnadnili tak závěrečnou zkoušku maturantům. 

## Ohlasy
Autorka již v minulosti přišla s knihami Ve stínu hvozdu a V zajetí zimy, ve kterých se nechala inspirovat slavnými pohádkami. Smrtící vzdělání je mnohem akčnější a temnější dílo plné sarkastického humoru.
Jane Henriksen Bairdová pro Library Journal text hodnotila velmi pozitivně. Pochválila přístupnost knihy pro různé typy čtenářů a uvedla, že „louzlo a tajemství tohoto mrazivě krásného románu zaujme jak fanoušky young adult, tak i dospělé, kteří si oblíbili knihy J.K. Rowlingové.“ Alice Jane Boer-Endacottová pro Nerd Daily napsala, že Naomi Novaková ukázala rozsah své fantazie, když vytvořila spletitý svět s komplikovanou historií a kulturou a staré koncepty (jako „škola pro kouzelníky“) zpracovala novým, často podvratným způsobem. Hlavní hybnou silou je pak zajímavý příběh, který však podle Endacottové místy zpomaluje komplikovaná expozice. Jako slabinu vnímala také skutečnost, že na konci románu se toho odhalí jen málo a mnoho nedořešeného zůstává jako materiál pro další díly série.